# Клінтон (Вашингтон)
Клінтон (англ. Clinton) — переписна місцевість (CDP) в США, в окрузі Айленд штату Вашингтон. Населення — 956 осіб (2020).

## Географія
Клінтон розташований за координатами 47°57′45″ пн. ш. 122°21′8″ зх. д. / 47.96250° пн. ш. 122.35222° зх. д. (47.962381, -122.352274).  За даними Бюро перепису населення США в 2010 році переписна місцевість мала площу 9,65 км², з яких 2,62 км² — суходіл та 7,02 км² — водойми.

## Демографія
Згідно з переписом 2010 року, у переписній місцевості мешкало 928 осіб у 441 домогосподарстві у складі 267 родин. Густота населення становила 96 осіб/км².  Було 615 помешкань (64/км²).
Расовий склад населення:
| - 91,6 % — білих - 1,6 % — азіатів - 1,2 % — корінних американців - 1,0 % — чорних або афроамериканців - 0,3 % — вихідців з тихоокеанських островів - 1,5 % — осіб інших рас |

До двох чи більше рас належало 2,8 %. Частка іспаномовних становила 3,8 % від усіх жителів.
За віковим діапазоном населення розподілялося таким чином: 14,1 % — особи молодші 18 років, 57,2 % — особи у віці 18—64 років, 28,7 % — особи у віці 65 років та старші. Медіана віку мешканця становила 55,2 року. На 100 осіб жіночої статі у переписній місцевості припадало 92,5 чоловіків;  на 100 жінок у віці від 18 років та старших — 93,0 чоловіків також старших 18 років.
Середній дохід на одне домашнє господарство  становив 76 860 доларів США (медіана — 53 875), а середній дохід на одну сім'ю — 95 591 долар (медіана — 89 773). За межею бідності перебувало 0,9 % осіб, у тому числі 0,8 % дітей у віці до 18 років та 0,0 % осіб у віці 65 років та старших.
Цивільне працевлаштоване населення становило 233 особи. Основні галузі зайнятості: освіта, охорона здоров'я та соціальна допомога — 30,9 %, виробництво — 18,5 %, будівництво — 10,3 %, науковці, спеціалісти, менеджери — 8,2 %.